# Educação em Porto Alegre

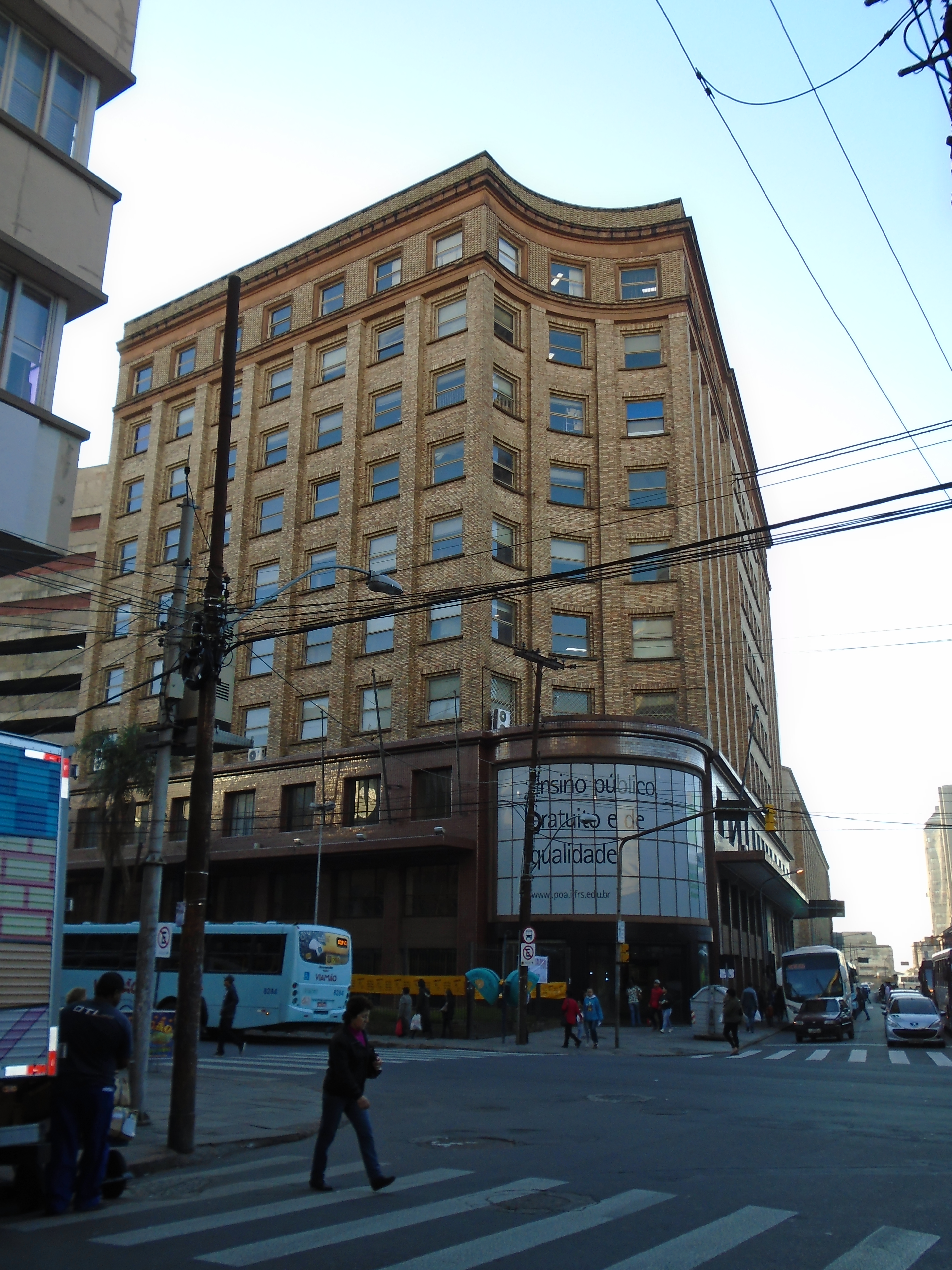
imagem do Instituto Federal do Rio Grande do Sul

A educação em Porto Alegre baseia-se em escolas, colégios, cursos pré-vestibulares, faculdades, universidades e cursos técnicos. 

## Escolas e colégios
Porto Alegre conta com 92 escolas públicas municipais , sendo 40 delas de ensino infantil, 47 de ensino fundamental (sendo quatro delas de educação especial), duas de ensino médio  e uma de ensino básico; e 260 escolas públicas estaduais , além de escolas públicas federais.